# Zakrzewo (zniesiona osada)
Zakrzewo – zniesiona nazwa osady w Polsce, w województwie warmińsko-mazurskim, w powiecie nidzickim, w gminie Kozłowo. Miejscowość została zniesiona z dniem 1 stycznia 2015.